# Thyrassia procumbens
Thyrassia procumbens is een vlinder uit de familie van de bloeddrupjes (Zygaenidae). De wetenschappelijke naam van de soort is voor het eerst geldig gepubliceerd door Snellen.